# Maraca horrida
Maraca horrida är en spindelart som först beskrevs av Schmidt 1994.  Maraca horrida ingår i släktet Maraca och familjen fågelspindlar. Inga underarter finns listade i Catalogue of Life.